# Tocantins
Tocantins é uma das 27 unidades federativas do Brasil, sendo o seu mais novo estado. Está localizado a sudeste da Região Norte e tem como limites Goiás a sul, Mato Grosso a oeste e sudoeste, Pará a oeste e noroeste, Maranhão a norte, nordeste e leste, Piauí a leste e Bahia a leste e sudeste. Sua capital é a cidade planejada de Palmas que, dentre as capitais estaduais brasileiras, é a menos populosa. Na bandeira nacional e no selo nacional do Brasil, o Tocantins é representado pela estrela Adhara (ε Canis Majoris).
Ocupa uma área de 277 423,627 km², pouco maior que o Equador e a Nova Zelândia, sendo a décima maior unidade federativa em área territorial no Brasil. Com mais de 1,5 milhão de habitantes, é o quarto estado mais populoso da Região Norte e o vigésimo quarto mais populoso do Brasil. Apenas dois de seus municípios possuem população acima de 100 000 habitantes: Palmas, a capital e sua maior cidade com quase 290 000 habitantes em 2017, e Araguaína, com cerca de 175 000 habitantes. Tocantins possui um dos mais baixos índices de densidade demográfica no país, superior apenas ao dos estados de Roraima, Amazonas, Mato Grosso e Acre. Conforme dados do Instituto Brasileiro de Geografia e Estatística, em 2022 a densidade demográfica equivale a 5,45 hab./km2.
Além de Palmas e Araguaína, outras cidades importantes no estado são Gurupi, Porto Nacional e Paraíso do Tocantins. Juntos, estes cinco municípios abrigavam, em 2015, cerca de 42,22% da população total do estado. O relevo apresenta chapadas ao centro, ao sul e ao leste, a Serra Geral a sudeste, a Serra das Traíras (ou das Palmas) ao sul, e a planície do Araguaia, com a Ilha do Bananal, nas regiões norte, oeste e sudoeste. São importantes o Rio Tocantins (incluindo o Rio Maranhão), o Rio Araguaia, o Rio Javaés, o Rio do Sono, o Rio das Balsas, o Rio Manuel Alves e o rio Paranã. O clima é tropical. Veja lista de rios do Tocantins.
A economia tocantinense se baseia no comércio, na agricultura (arroz, milho, feijão, soja, melancia), na pecuária e em criações. No setor terciário suas principais atividades estão concentradas em Palmas e também nos municípios que estão localizados às margens da Rodovia Belém-Brasília, principal via de ligação da capital federal com a parte norte do Brasil. Possui o maior Índice de Desenvolvimento Humano (IDH) e o maior PIB per capita entre todos os estados do Norte do Brasil. A Serra das Traíras, localizada no município de Paranã e na divisa com Goiás, é o ponto mais elevado no estado, com 1 340 m de altitude.

## Toponomia

Do tupi: tukana, tucano, e tĩ, bico, nome de antiga nação indígena. Ambos os termos estão em relação genitiva, o que dá a ideia de origem, pertencimento, e enseja a inversão dos termos (conforme indicam as setas).

O nome "Tocantins" é uma referência ao rio Tocantins, que corta o estado de sul ao norte. Segundo Eduardo Navarro, em seu Dicionário de Tupi Antigo (2013), trata-se etimologicamente de um termo oriundo do tupi antigo que significa "bicos de tucanos", através da junção dos termos "tukana", que representa "tucanos", com "tĩ", que representa "bicos". O nome do rio, por sua vez, é uma referência à tribo indígena tocantins que habitava a região na época da chegada dos primeiros colonizadores portugueses.
Conforme as regras de transformação fonética do tupi, as palavras tukana e tĩ entram em composição da segunte forma:
1. Cai o 'a' átono final do primeiro termo da composição: tukan(a)tĩ.
2. Como não há encontros consonantais em tupi, cai também a consoante final do primeiro termo: tuka(n)tĩ.
3. Quando a vogal anterior à consoante eliminada for nasal, ela manterá sua nasalidade: tukãtĩ.

Deste modo, obtém-se tukãtĩ, ou tucantin, em uma escrita aportuguesada. Ou seja, não fica longe do nome do estado Tocantins.

## História

### Período colonial
O território do atual Tocantins passa a constar nos mapas em 1593, com a expedição dos bandeirantes António Macedo e Domingo Luís Grau, fazendo parte da Capitania de São Vicente (1534–1709). A ocupação da região do atual Tocantins se iniciou na primeira metade do século XVII, quando jesuítas criaram os aldeamentos missionários em Palma (atual Paranã) e em Duro (atual Dianópolis), para a catequese dos povos indígenas locais.
Em 1722, a região do atual Tocantins fazia parte da Capitania de São Paulo e os bandeirantes descobriram ouro na região de Vila Boa (atual Goiás), o que fomentou a procura pelo metal na região do atual Tocantins e na região de Goiás também. Nas décadas de 1730 e 1740, com o aumento da procura de ouro, a coroa portuguesa decide desmembrar esse território da Capitania de São Paulo, tentando diminuir o poder paulista na região, criando assim a Capitania de Goiás incluindo o território tocantinense. Chegaram à região desbravadores, em grande parte oriundos das regiões Norte e Nordeste do Brasil e surgiram os primeiros arraiais, que originaram municípios como Natividade, Almas, Arraias, Porto Nacional e, Conceição do Tocantins. Durante décadas, o norte de Goiás (o atual Tocantins) foi uma das regiões da Capitania em que mais produziu ouro, com o uso da mão-de-obra formada por africanos escravizados.
No final do século XVIII, a mineração de ouro na Capitania de Goiás entrou em declínio e a Capitania passou por uma profunda crise econômica, acentuada no atual Tocantins. A região passou a ter como base econômica a agricultura e muitos dos antigos mineradores deixaram o território tocantinense, o qual se torna isolado. 
Nesse contexto, no início do século XIX, como uma forma de promover o povoamento do norte da Capitania de Goiás e fomentar o comércio e a navegação nos rios Araguaia e Tocantins, o desembargador Dr. Teotônio Segurado propôs a criação da Comarca de São João das Duas Barras, efetivada em 1809.

### Movimentos separatistas

Mapa da Província do Araguaia que seria criada durante o Império do Brasil onde hoje seria o Tocantins, 1873. Arquivo Nacional

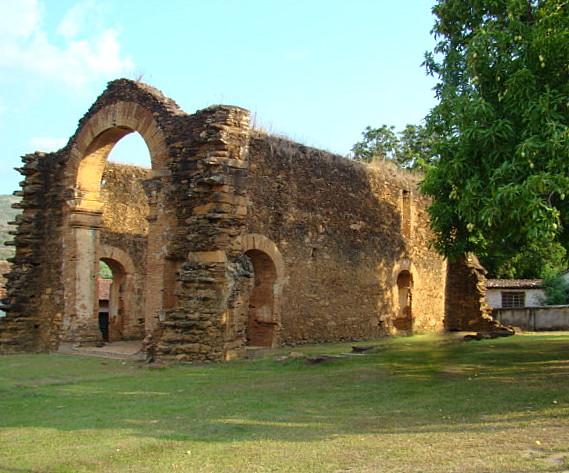
Ruínas da Igreja de Nossa Senhora do Rosário dos Pretos em Natividade

Em 1821, pouco antes da Independência do Brasil, diante do abandono da região pelo governo goiano, Segurado proclamou o Governo Autônomo do Tocantins, mas a revolta é reprimida.
No Império do Brasil, houve mais duas tentativas de emancipar o norte de Goiás. Em 1863, o Visconde de Taunay defendeu a criação da Província da Boa Vista do Tocantins, com capital na vila de Boa Vista (atual Tocantinópolis). Em 1889, Fausto de Souza defendeu a divisão do Império em 40 províncias, sendo uma delas a do Tocantins. Na Primeira República Brasileira, o discurso separatista sobreviveu na imprensa regional, principalmente de Porto Nacional, que era o centro econômico e político tocantinense da época.
No Estado Novo, quando o governo federal manda criar os territórios federais de Guaporé (atual Rondônia), Rio Branco (atual Roraima), Iguaçu e Ponta Porã, estes dois últimos extintos em 1946, houve também a pressão para criar o território federal do Tocantins.
Em 13 de maio de 1956, o Dr. Feliciano Machado Braga, Juiz de Direito de Porto Nacional, juntamente com o Prof. Fabrício César Freire, o Bioquímico Dr. Oswaldo Ayres da Silva, o Jornalista João Matos Quinaud, o Advogado Dr. Francisco Mascarenhas, o Escrivão Pethion Pereira Lima e o Odontólogo Dr. Severo Gomes, com a adesão das entidades como a ATI (Associação Tocantinense de Imprensa), CENOG (Casa do Estudante do Norte Goiano) e UAO (União Artística e Operária), lançou o "Movimento Pró-Criação do Estado do Tocantins", como uma expressão do desejo emancipacionista do norte de Goiás. Formaram-se comissões para estudar as formas de implantação do novo estado, sendo criados, então uma bandeira e um hino.
Durante quatro anos, foram realizadas paradas cívicas no dia 13 de maio alusivas à data de lançamento do movimento. Em sinal de sua dedicação à causa, o juiz Feliciano Machado Braga passou a despachar em documentos oficiais como "Porto Nacional, Estado do Tocantins" e foi transferido de Porto Nacional e assim, o movimento perdeu sua força e seu líder maior de então. 
Com a construção de Brasília e a expansão da agricultura, a região do Tocantins começou a se desenvolver, com a construção da Rodovia Belém-Brasília, a mineração de ouro e calcário e a extração de madeira. Com isso, muitos migrantes vindos de outras partes do Brasil foram para o então norte de Goiás. A ocorrência de intensos conflitos agrários na região conhecida como "Bico do Papagaio", no norte tocantinense, entre os rios Araguaia e Tocantins, nessa época, alimentou a defesa pela emancipação da região.
Entre o final da década de 1960 e início da de 1970, durante a Ditadura militar, o norte do Tocantins foi palco da Guerrilha do Araguaia, quando guerrilhas do Partido Comunista do Brasil, inspiradas nas revoluções socialistas da China e Cuba, tentam fomentar uma revolução do proletariado no Brasil.

### Constituição de 1988
Em 1982, houve rumores no qual se afirmava que o governo federal estaria disposto a criar o "Território Federal do Tocantins", de modo a contrabalançar a influência do Partido do Movimento Democrático Brasileiro na Região Norte do país, tendo em vista a conquista dos governos do Amazonas, Pará e Acre pela legenda oposicionista, restando ao governista  Partido Democrático Social o controle, por nomeação presidencial, do estado de Rondônia e dos territórios federais do Amapá e Roraima. Tal alarido logo foi desmentido. Entretanto, o movimento autonomista já havia se articulado e, em 1985, o então senador Benedito Vicente Ferreira, pertencente ao Partido da Frente Liberal (PFL) de Goiás, protocolou no Senado Federal um projeto de lei que propunha a criação do estado do Tocantins, este sob o número Nº 201.
Depois de ter seu projeto vetado pelo então presidente José Sarney, José Wilson Siqueira Campos, membro do Partido Democrático Social e deputado federal por Goiás, apresentou ao Congresso Nacional um projeto de lei criando o estado do Tocantins. Aprovado pelos parlamentares em março, foi encaminhado ao presidente José Sarney, que novamente o vetou em 3 de abril de 1985. À época, José Sarney afirmou que tal matéria deveria ser submetida à Constituinte, que elaboraria a nova Constituição nacional.
Durante a Assembleia Nacional Constituinte, ocorreu uma nova tentativa de emancipação da região. O artigo 13 do Ato das Disposições Constitucionais Transitórias, estabeleceu condições para a criação do novo estado no bojo de uma reforma que extinguiu os territórios federais existentes e concedeu plena autonomia política ao Distrito Federal. Dessa forma, em 5 de outubro de 1988, o norte do estado de Goiás foi emancipado, passando a se chamar Tocantins, com sua capital provisória em Miracema do Tocantins e instalado definitivamente em 1° de janeiro de 1989, sendo inserido na Região Norte do Brasil, uma vez que, enquanto pertencente a Goiás, era parte da Região Centro-Oeste brasileira. Em 1° de janeiro de 1990, a capital foi transferida para Palmas, uma cidade planejada.
O novo estado que surgia adotou um lema da língua tupi: "co yvy ore retama" pode ser dissecado da seguinte forma:
- co: este, esta.
- yvy: terra, solo. O 'y' representa o som [ɨ], o qual não existe no português brasileiro, mas existiu no tupi e existe atualmente no português de Portugal. O 'v' representa [β], o mesmo som que tem o 'b' do espanhol
- ore: nosso, nossa. Trata-se do nós exclusivo, isto é, que exclui o ouvinte (ou, no caso, o leitor). Presume-se que este enunciado (kó yby oré retama) seja de autoria de um indígena, e que esteja dirigido para não nativos.
- retama: terra, mais no sentido de lar, ou pátria, lugar de nascimento. Em sua forma absoluta é tetama. A forma retama é usada apenas quando em relação com outra palavra (no caso, oré).[25]

Nota-se que não há palavra para o verbo "ser" no enunciado, pois, de fato, não há o verbo ser em tupi.
Nos anos 1990 e 2000, houve a expansão do agronegócio no Tocantins e o estado se desenvolveu. Com isso, migrantes de todo o país se fixaram em seu território.

## Geografia

### Relevo

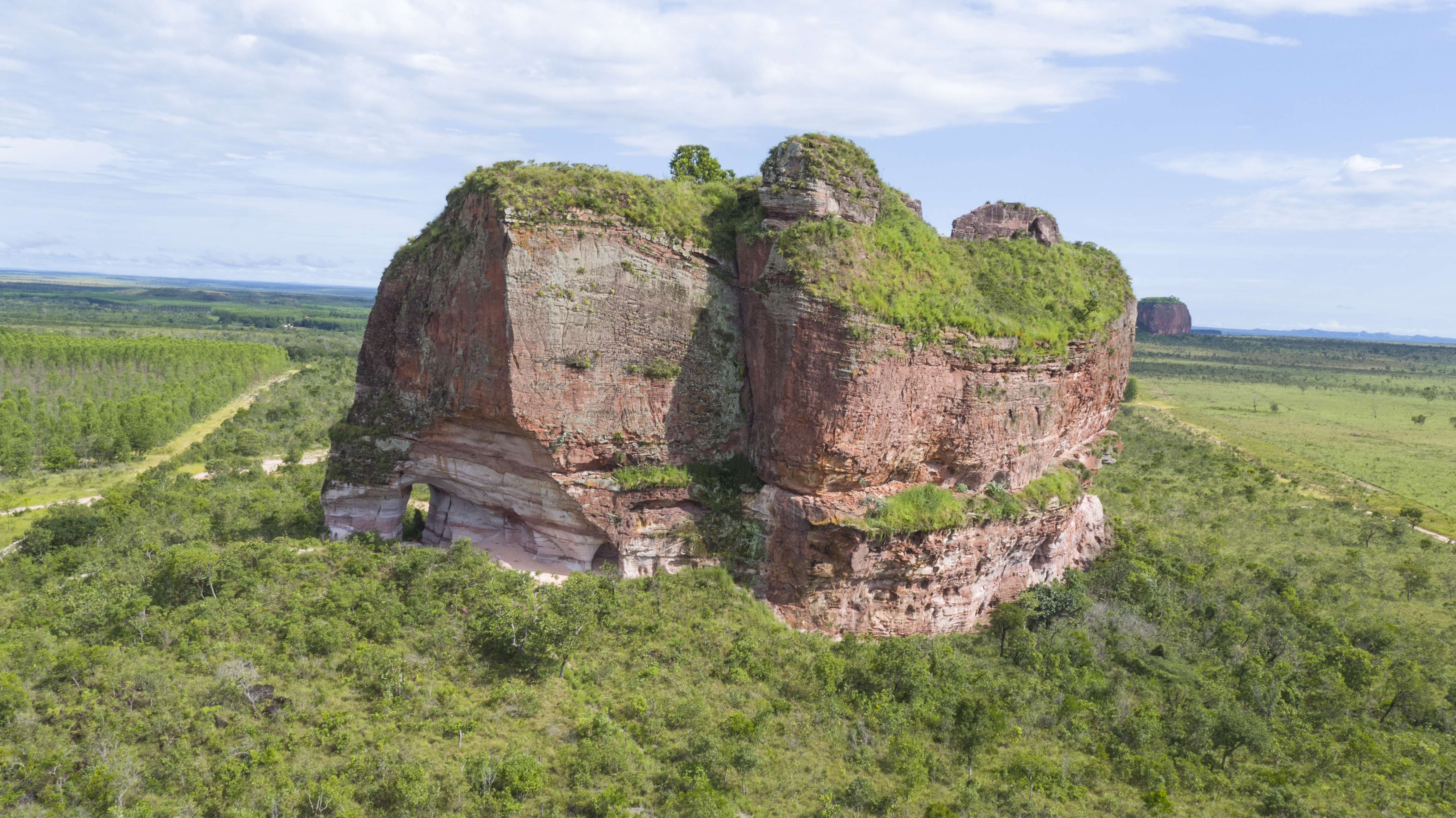
O Morro da Pedra Furada em Ponte Alta do Tocantins

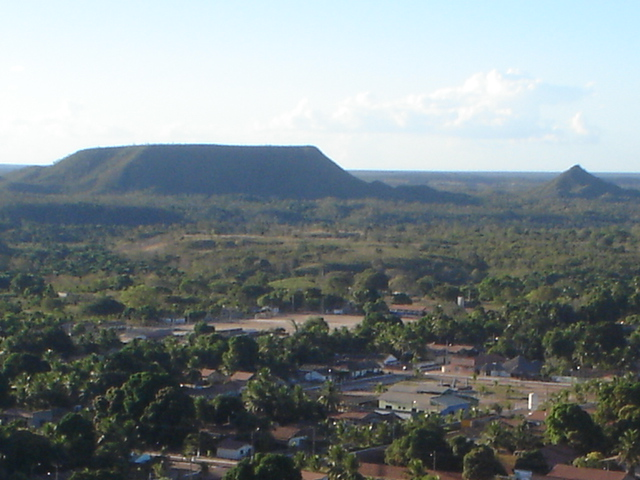
Vista da cidade de Lizarda

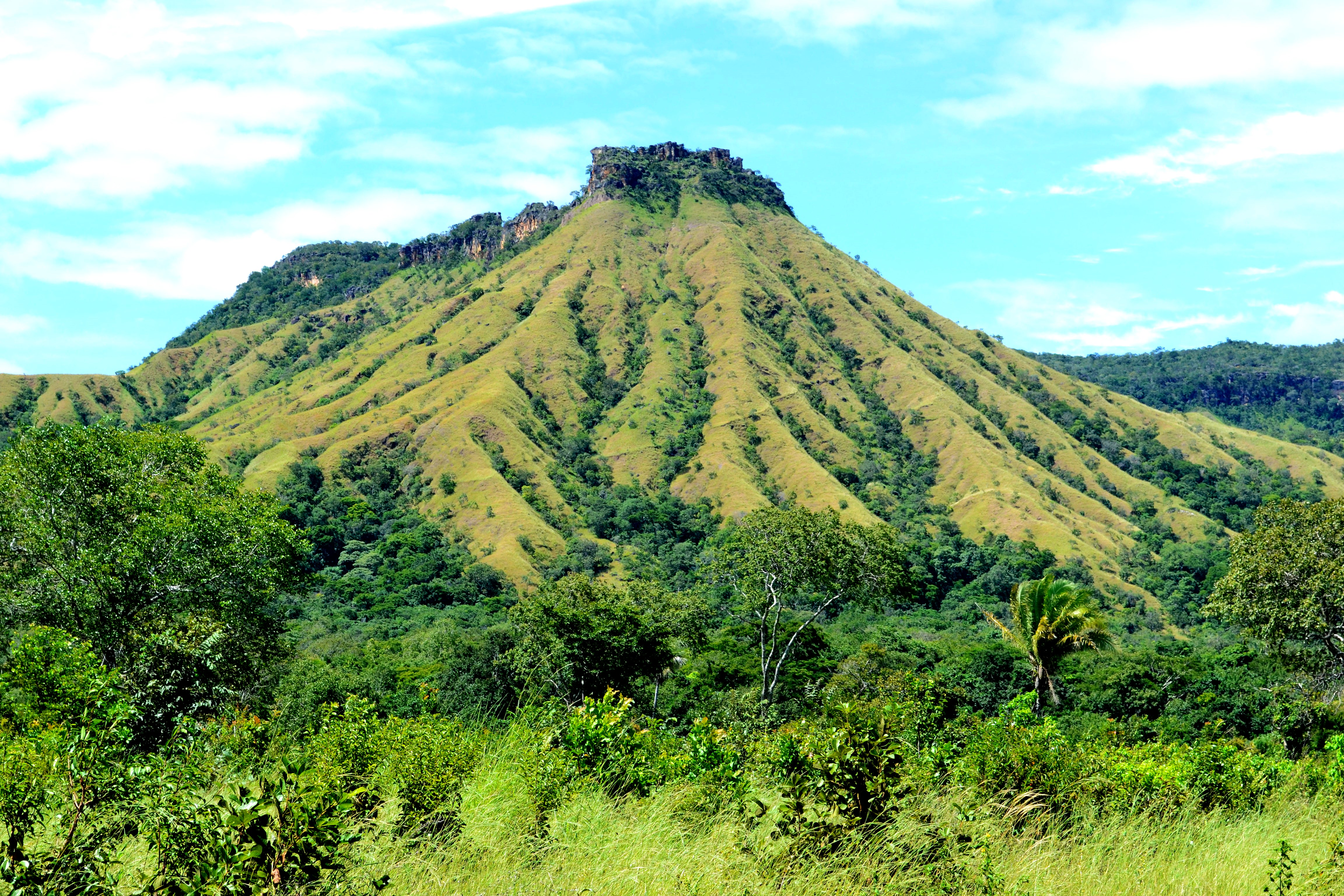
Morro do Segredo, no Parque Estadual do Lajeado

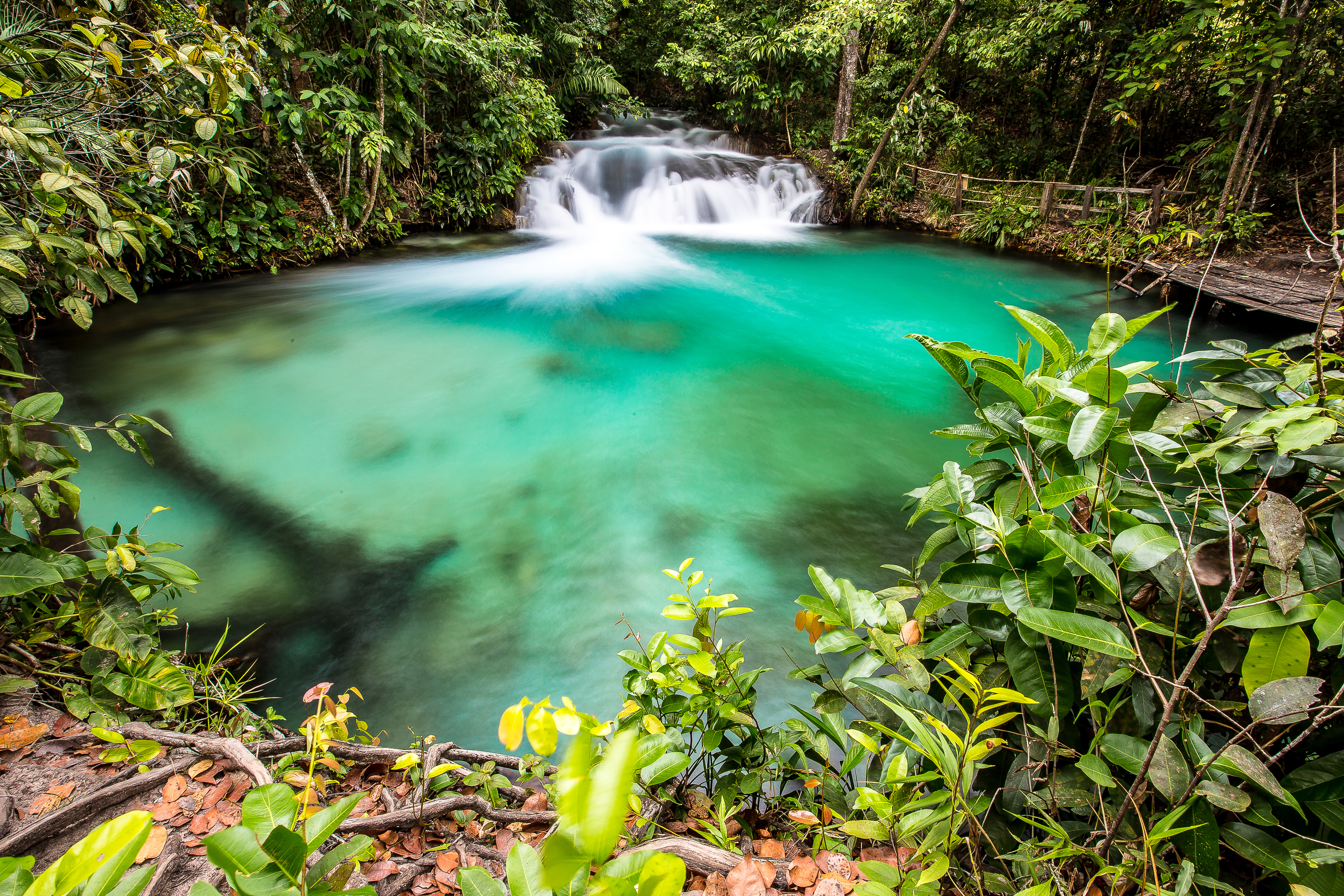
Cachoeira da Formiga, no Parque Estadual do Jalapão

O relevo do estado do Tocantins é sóbrio. Pertence ao Planalto Central Brasileiro. Caracteriza-se, sobretudo, pelo solo sob cerrados, predominando, na sua maioria, superfícies tabulares e aplainadas, resultantes dos processos de pediplanação. As principais regiões geográficas do estado são a Chapada da Bahia do Meio-Norte, com altitudes variadas de 300 a 600 m e representadas pela Serra da Cangalha e Mangabeira no Município de Itacajá; Chapada da Bacia de São Francisco, um divisor das águas das Bacias São Francisco/Tocantins, com altitude média de 900 m e representada pela Serra Geral de Goiás; Planalto do Tocantins, com altitude médias de 700 m; e a Peneplanície do Araguaia, constituída por um peneplano de colinas suaves com altitudes de 300 a 400 m, ao longo dos vales dos rios Araguaia e das Mortes. O estado, num todo, é caracterizado por variadas gamas de rochas ígneas e metamórficas do complexo cristalino e unidades sedimentares de diversas idades.
O ponto culminante do estado fica localizado na nascente do Rio Claro, no extremo sul do município de Paranã, numa serra conhecida como Serra das Traíras (ou das Palmas). O local possui uma altitude aproximada de 1 340 m, segundo o Instituto Brasileiro de Geografia e Estatística (IBGE) e a Diretoria de Serviço Geográfico do Exército Brasileiro, estando a apenas 2,5 km da divisa com o estado de Goiás. Pode-se chegar até a região através da TO-130, da GO-241 e da GO-464 que é a rodovia asfaltada mais próxima (via Minaçu–Goiás). As localidades mais próximas do local são o povoado do Mocambo (ou Baliza) e o povoado do Campo Alegre, em Paranã, além do povoado São José e da UHE Cana Brava, em Goiás.
Já o ponto mais baixo do estado, está localizado na extremidade oeste da Ilha dos Bois em Esperantina, na tríplice divisa com os estados do Pará e do Maranhão. Este ponto possui 90 m de altitude, estando situado bem próximo à cidade paraense de São João do Araguaia. A Ilha dos Bois se encontra localizada logo após a confluência entre os rios Tocantins e Araguaia, sendo que toda a bacia hidrográfica do estado (Bacia do Tocantins-Araguaia) segue em direção à ilha.

### Clima
O clima do estado é o tropical de savana (Aw, em Köppen), que é caracterizado por uma estação chuvosa (de outubro a abril) e outra seca (de maio a setembro). É condicionado fundamentalmente pela sua ampla extensão latitudinal e pelo relevo de altitude gradual e crescente de norte a sul, que variam desde as grandes planícies fluviais até as plataformas e cabeceiras elevadas entre 200 m e 600 m, especialmente pelo relevo mais acidentado, acima de 600 m de altitude, ao sul. Há uma certa homogeneidade climática no Tocantins. Porém, por sua grande extensão de contorno vertical definem-se duas áreas climáticas distintas.
A norte do paralelo 6º S, onde o relevo é suavemente ondulado, coberto pela Floresta Fluvial Amazônica, o clima é mais úmido, segundo Köppen, sem inverno seco. Com temperaturas médias anuais variando entre 24 °C e 28 °C, as máximas ocorrem em agosto/setembro com 38 °C e a média mínima mensal em julho, com 22 °C, sendo que a temperatura média anual é de 26 °C. Em geral as precipitações pluviométricas são variáveis entre 1 500 e 2 100 mm, com chuvas de novembro a março.
A sul do paralelo 6º S, onde o clima predominante é semiúmido ou sazonalmente seco, os meses chuvosos e os secos se equilibram e as temperaturas médias anuais diminuem lentamente, à medida que se eleva a altitude. As máximas coincidem com o rigor das secas em setembro/outubro com ar seco e enfumaçado das queimadas de pastos e cerrados. Assim, a temperatura compensada no extremo sul, varia de 22 °C e 23 °C, no centro varia de 26 °C a 27 °C e no norte, de 22 °C a 23 °C. As chuvas ocorrem de outubro a abril.

### Hidrografia

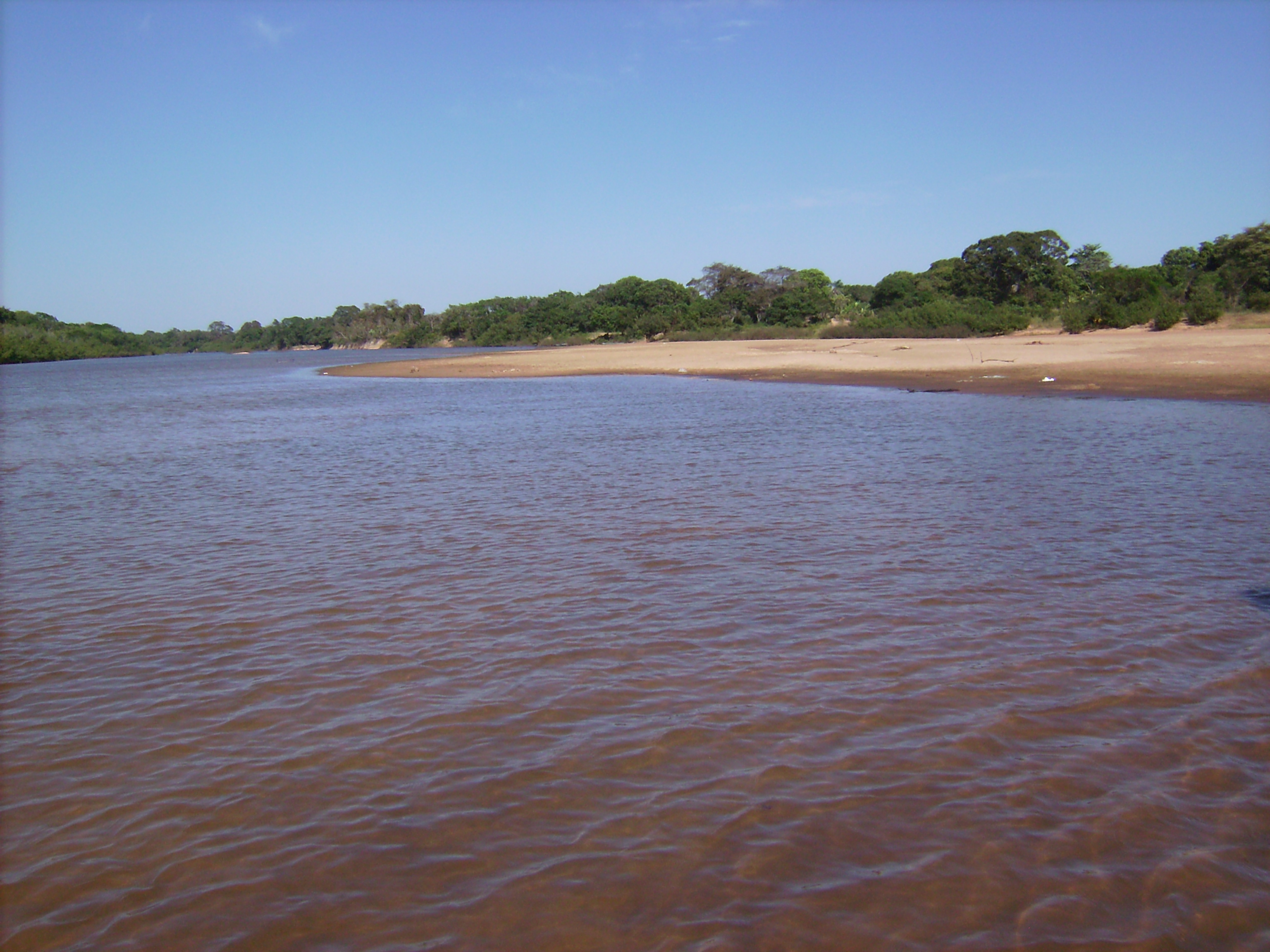
O Rio Javaés e a Ilha do Bananal, Formoso do Araguaia, no Parque Nacional do Araguaia, a maior ilha fluvial do mundo

A hidrografia do estado do Tocantins é delimitada a oeste pelo Rio Araguaia e ao centro pelo Rio Tocantins. Ambos correm de sul para norte e se unem no município de Esperantina, banhando boa parte do território tocantinense. O Projeto de Desenvolvimento Integrado da Bacia do Araguaia-Tocantins (PRODIAT) dividiu a hidrografia do estado em duas sub-bacias: Sub-bacia do Rio Araguaia: formada pelo Rio Araguaia e seus afluentes, tendo um terço de seu volume no estado; Sub-bacia do Rio Tocantins: formada pelo Rio Tocantins e seus afluentes, ocupando dois terços de seu volume aproximadamente no Estado.
O Rio Araguaia nasce nas vertentes da Serra do Caiapó e corre de sul para norte, formando a maior ilha fluvial do mundo, a Ilha do Bananal e lança suas águas no Tocantins, depois de percorrer 1 135 km engrossado por seus afluentes. O rio Tocantins nasce em Goiás, com o nome de Rio Padre Souza, no limite entre os municípios de Ouro Verde de Goiás (GO), Anápolis (GO) e Petrolina de Goiás (GO). O Rio Tocantins só passa a receber o seu nome após a confluência entre o Rio das Almas e o Rio Maranhão, localizada entre os municípios tocantinenses de Paranã e São Salvador do Tocantins. Sendo um rio de planalto, lança suas águas barrentas em plena baía de Guajará, no Pará. O regime hídrico da Bacia Araguaia-Tocantins é bem definido, apresentando um período de estiagem, que culmina em setembro-outubro e um período de cheias, de fevereiro a abril. Há anos em que as enchentes ocorrem mais cedo, em dezembro, dependendo da antecipação das chuvas nas cabeceiras. (MINTER/1988).

### Unidades de Conservação

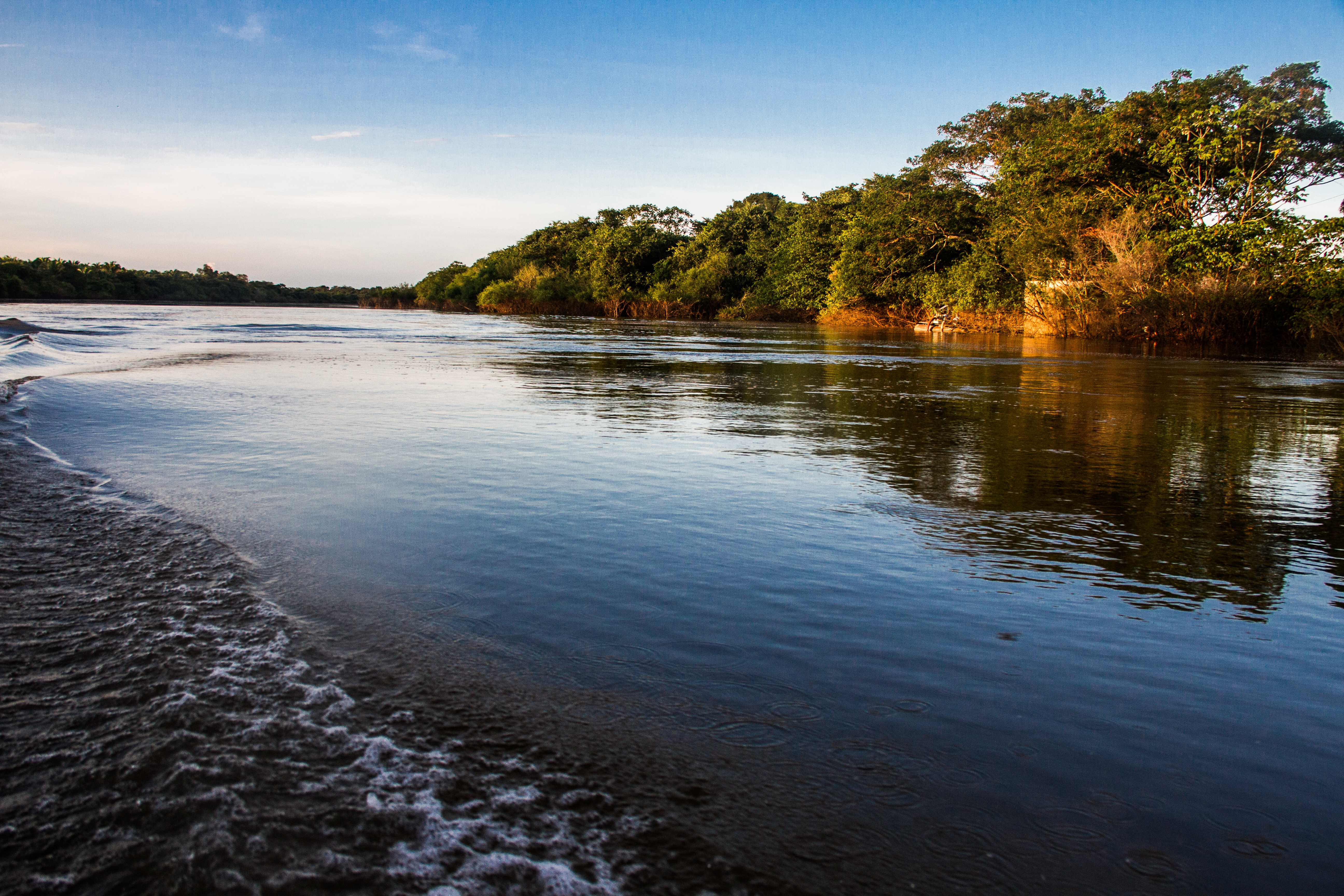
Parque Estadual do Cantão

O estado do Tocantins possui várias Unidades de Conservação de âmbito Federal e Estadual. As unidades de conservação federais são: Parque Nacional das Nascentes do Rio Parnaíba; Parque Nacional do Araguaia; Estação Ecológica da Serra Geral do Tocantins; Área de Proteção Ambiental dos Meandros do Rio Araguaia; Área de Proteção Ambiental Serra da Tabatinga e Reserva Extrativista do Extremo Norte do Tocantins.
As unidades de conservação estaduais são: Parque Estadual do Cantão; Parque Estadual do Jalapão; Parque Estadual do Lajeado; Monumento Natural das Árvores Fossilizadas do Tocantins; Área de Proteção Ambiental das Nascentes de Araguaína; Área de Proteção Ambiental do Rio Taquari; Área de Proteção Ambiental Foz do Rio Santa Teresa; Área de Proteção Ambiental Ilha do Bananal/Cantão; Área de Proteção Ambiental Jalapão; Área de Proteção Ambiental Lago de Peixe-Angical; Área de Proteção Ambiental Lago de Palmas; Área de Proteção Ambiental Lago de Santa Isabel; Área de Proteção Ambiental Lago de São Salvador do Tocantins, Paranã e Palmeirópolis; Área de Proteção Ambiental Sapucaia e Área de Proteção Ambiental Serra do Lajeado. Em 5 de abril de 2005, através da Lei Estadual nº 1.560, o Governo do Estado do Tocantins instituiu o Sistema Estadual de Unidades de Conservação (SEUC), estabelecendo os critérios e normas para a criação e gestão das unidades estaduais.

## Demografia

### Religião
O Tocantins é um dos Estados mais religiosos do Brasil, mostra a pesquisa Novo Mapa das Religiões, divulgado pela Fundação Getulio Vargas (FGV), no Rio de Janeiro, no dia 24 de agosto. Tanto no índice de católicos, quanto no de evangélicos, o Estado está bem-posicionado no ranking nacional, conforme mostra a pesquisa. Segundo o levantamento, 70,6% dos tocantinenses, ou seja 969 727 pessoas, são católicos, o que garante ao Estado 14º lugar no ranking. O Estado está em 10º lugar em número de protestantes, com 21,96% de sua população, ou seja 301 631 pessoas. Desses protestantes, 15,51% são pentecostais e 5,19% pertencem a outras correntes, entre elas as tradicionais. Contudo, a pesquisa da FGV revela que o Tocantins está menos católico hoje do que quando foi realizado o último levantamento, em 2003. Naquele ano, os católicos representavam 79,83% da população (hoje são 70,6%).

### Grupos étnicos
| Grupos étnicos do Tocantins (Censo 2022) | Grupos étnicos do Tocantins (Censo 2022) | Grupos étnicos do Tocantins (Censo 2022) | Grupos étnicos do Tocantins (Censo 2022) | Grupos étnicos do Tocantins (Censo 2022) |
| ---------------------------------------- | ---------------------------------------- | ---------------------------------------- | ---------------------------------------- | ---------------------------------------- |
| Etnia                                    |                                          |                                          | % aprox.                                 |                                          |
| Pardos                                   | Pardos                                   |                                          | 62,2%                                    | 62,2%                                    |
| Brancos                                  | Brancos                                  |                                          | 23,2%                                    | 23,2%                                    |
| Pretos                                   | Pretos                                   |                                          | 13,2%                                    | 13,2%                                    |
| Amarelos ou Indígenas                    | Amarelos ou Indígenas                    |                                          | 1,4%                                     | 1,4%                                     |

## Governo e política

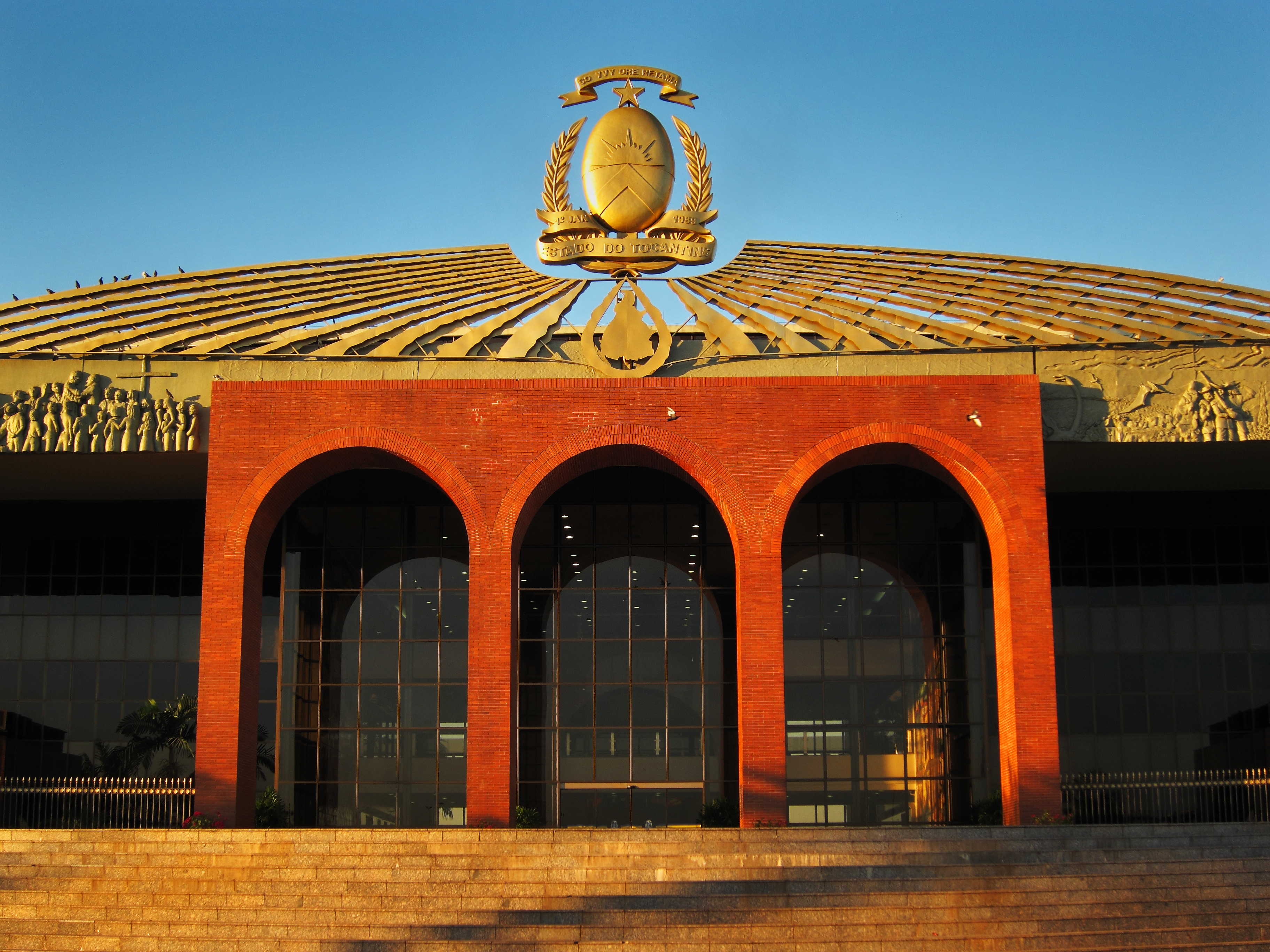
Palácio do Araguaia, sede do governo do estado

O Tocantins é um estado da federação, sendo governado por três poderes, o executivo, representado pelo governador, o legislativo, representado pela Assembleia Legislativa do Tocantins, e o judiciário, representado pelo Tribunal de Justiça do Estado do Tocantins e outros tribunais e juízes. Também se permite, nas decisões do governo, a participação popular, que dar-se-á sob a forma de referendos e plebiscitos.
O município de Palmas é quem detém o maior número de eleitores, com 172 344 000 destes. Em seguida aparecem Araguaína, com 102 800 eleitores, Gurupi (55 200 eleitores), Porto Nacional (37 100eleitores) e Paraíso do Tocantins, Colinas do Tocantins e Araguatins, com 31 500, 21 600 e 21 100 eleitores, respectivamente. O município com menor número de eleitores é São Félix do Tocantins, com 1 300.
Tratando-se sobre partidos políticos, 34 dos 35 partidos políticos brasileiros possuem representação no estado. Conforme informações divulgadas pelo Tribunal Superior Eleitoral (TSE), com base em dados de outubro de 2016, o partido político com maior número de filiados no Tocantins é o Partido do Movimento Democrático Brasileiro (PMDB), com 32 824 membros, seguido do Partido Progressista (PP), com 19 083 membros e do Democratas (DEM), com 18 304 filiados. Completando a lista dos cinco maiores partidos políticos no estado, por número de membros, estão o Partido da Social Democracia Brasileira (PSDB), com 17 197 membros; e o Partido da República (PR), com 12 926 membros. Ainda de acordo com o Tribunal Superior Eleitoral, o Partido Novo (NOVO) e o Partido Socialista dos Trabalhadores Unificado (PSTU) são os partidos políticos com menor representatividade na unidade federativa, com 4 e 9 filiados, respectivamente. Não há membros do Partido da Causa Operária (PCO) no Tocantins, na data de divulgação supracitada.
O estado foi governado, de 1.º de janeiro de 2015 a 22 de março de 2018, e de 6 a 19 de abril do mesmo ano, por Marcelo Miranda (PMDB), tendo como vice-governadora Cláudia Lelis (PV). O Tribunal Superior Eleitoral cassou os mandatos de ambos e uma eleição suplementar foi marcada para o dia 3 de junho. O Tocantins passou a ser governado por Mauro Carlesse (PHS) até 31 de dezembro de 2018.

## Subdivisões

Divisão das regiões intermediárias em vermelho e imediatas em cinza.

O Tocantins é dividido em 139 municípios, três regiões intermediárias e onze regiões imediatas.

### Regiões geográficas intermediárias
| Região geográfica intermediária | Código | Número de municípios | Regiões geográficas imediatas | Código | Número de municípios |
| ------------------------------- | ------ | -------------------- | ----------------------------- | ------ | -------------------- |
| Palmas                          | 1701   | 42                   | Palmas                        | 170001 | 10                   |
| Palmas                          | 1701   | 42                   | Porto Nacional                | 170002 | 13                   |
| Palmas                          | 1701   | 42                   | Paraíso do Tocantins          | 170003 | 14                   |
| Palmas                          | 1701   | 42                   | Miracema do Tocantins         | 170004 | 5                    |
| Araguaína                       | 1702   | 65                   | Araguaína                     | 170005 | 21                   |
| Araguaína                       | 1702   | 65                   | Guaraí                        | 170006 | 14                   |
| Araguaína                       | 1702   | 65                   | Colinas do Tocantins          | 170007 | 9                    |
| Araguaína                       | 1702   | 65                   | Tocantinópolis                | 170008 | 8                    |
| Araguaína                       | 1702   | 65                   | Araguatins                    | 170009 | 13                   |
| Gurupi                          | 1703   | 32                   | Gurupi                        | 170010 | 18                   |
| Gurupi                          | 1703   | 32                   | Dianópolis                    | 170011 | 14                   |

## Economia

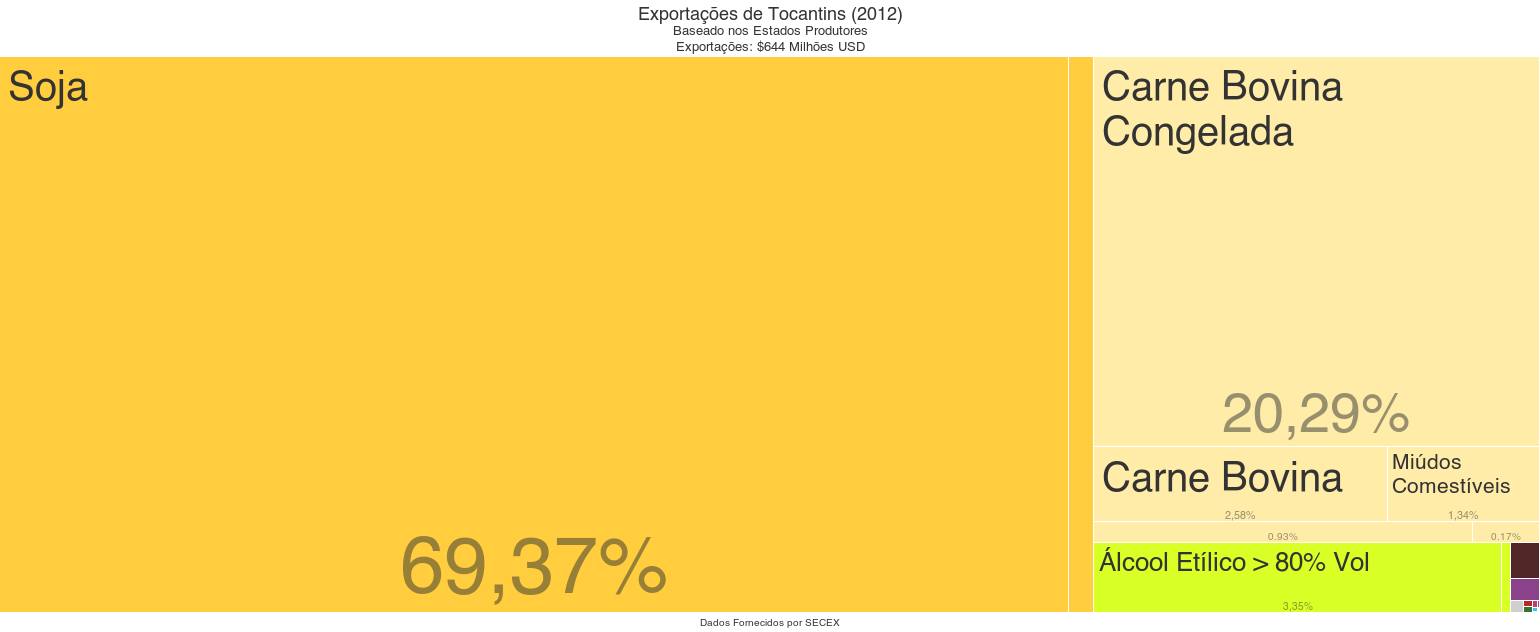
Exportações do Tocantins — (2012)

O Tocantins é conhecido como uma terra nova, de novas possibilidades e oportunidades, atrativa para migrantes e propícia ao aporte de novos investimentos com uma série de incentivos fiscais: a economia tocantinense está assentada em um agressivo modelo expansionista de agroexportações e é marcada por seguidos records de hiper-superávits primários: a maioria de sua pauta de exportação é soja em grão e carne bovina, revelando sua forte inclinação agropecuária.
Em 2005, Tocantins exportou 158,7 milhões de dólares e importou 14,3 milhões. Sua indústria é principalmente a agroindústria, centralizada em seis distritos instalados em cinco cidades-polo: Palmas, Araguaína, Gurupi, Porto Nacional e Paraíso do Tocantins. Sua indústria é ainda pequena e voltada principalmente para consumo próprio. Observa-se uma economia, que com sucesso consegue reter capitais com sua pequena indústria (reduzindo a necessidade de importações), uma população com renda per capita em posição mediana, uma potência agrícola em expansão com um PIB cada vez maior e com deficiências principalmente no setor secundário (indústrias).

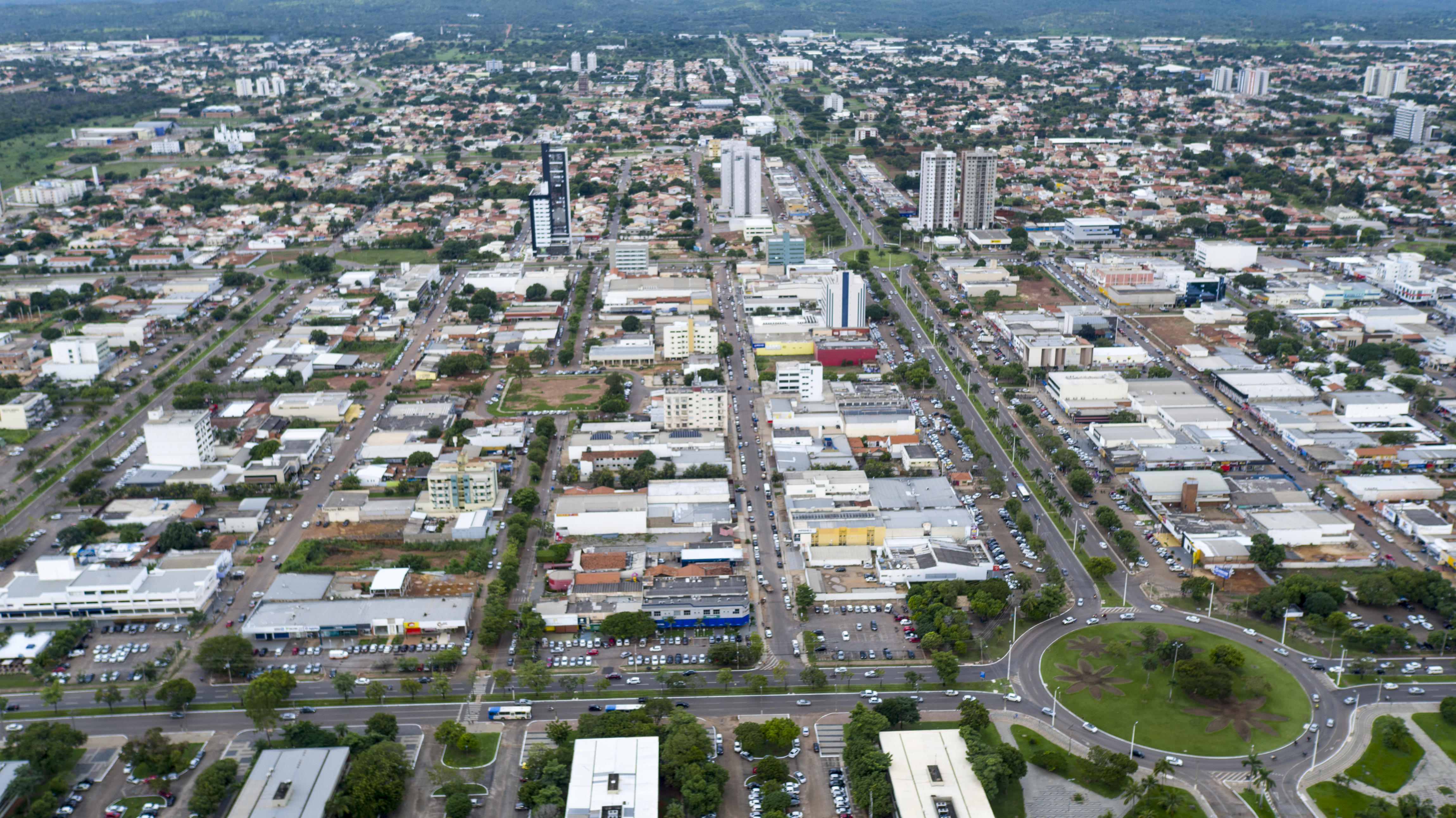
Palmas, a capital e maior cidade do estado do Tocantins

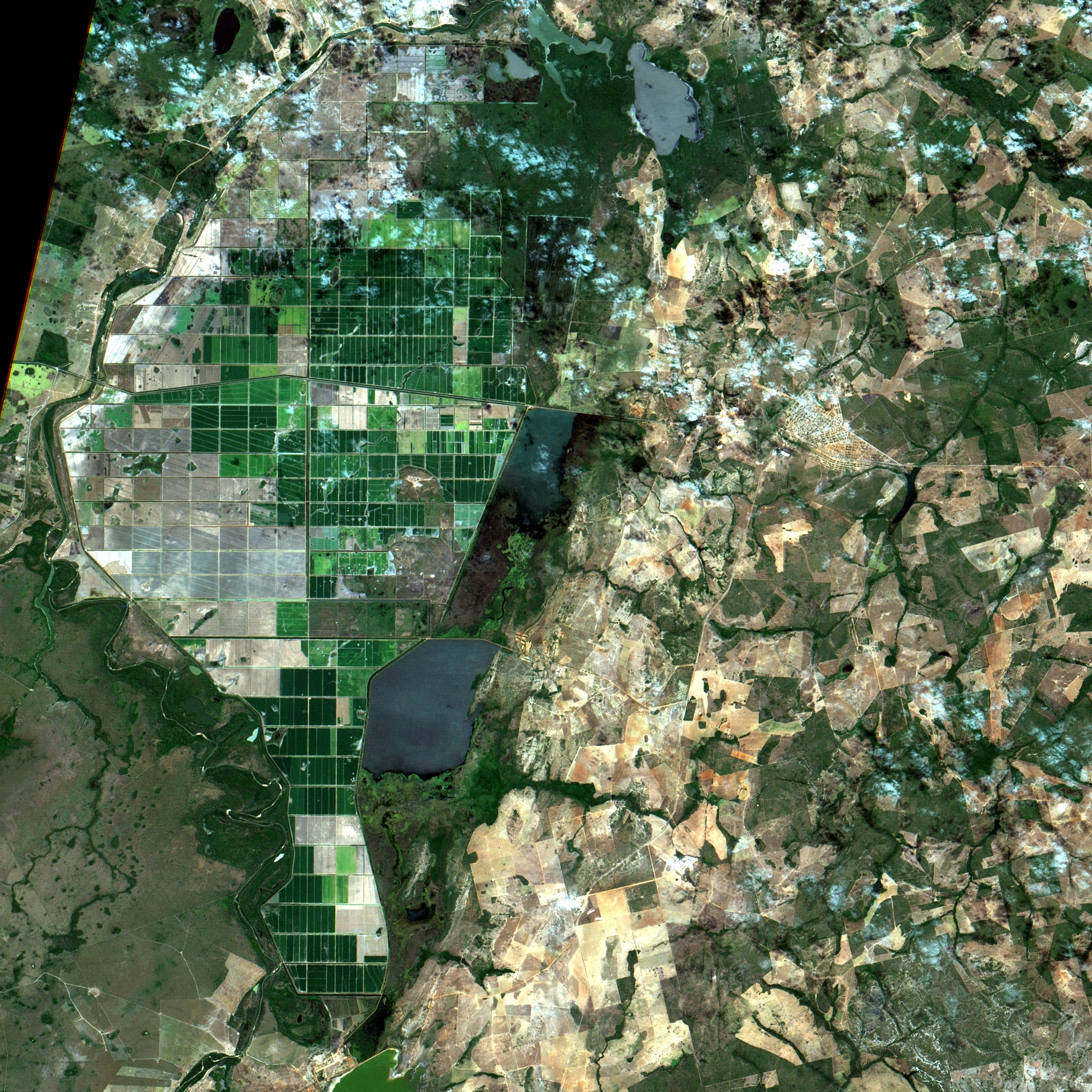
Arroz irrigado em Formoso do Araguaia

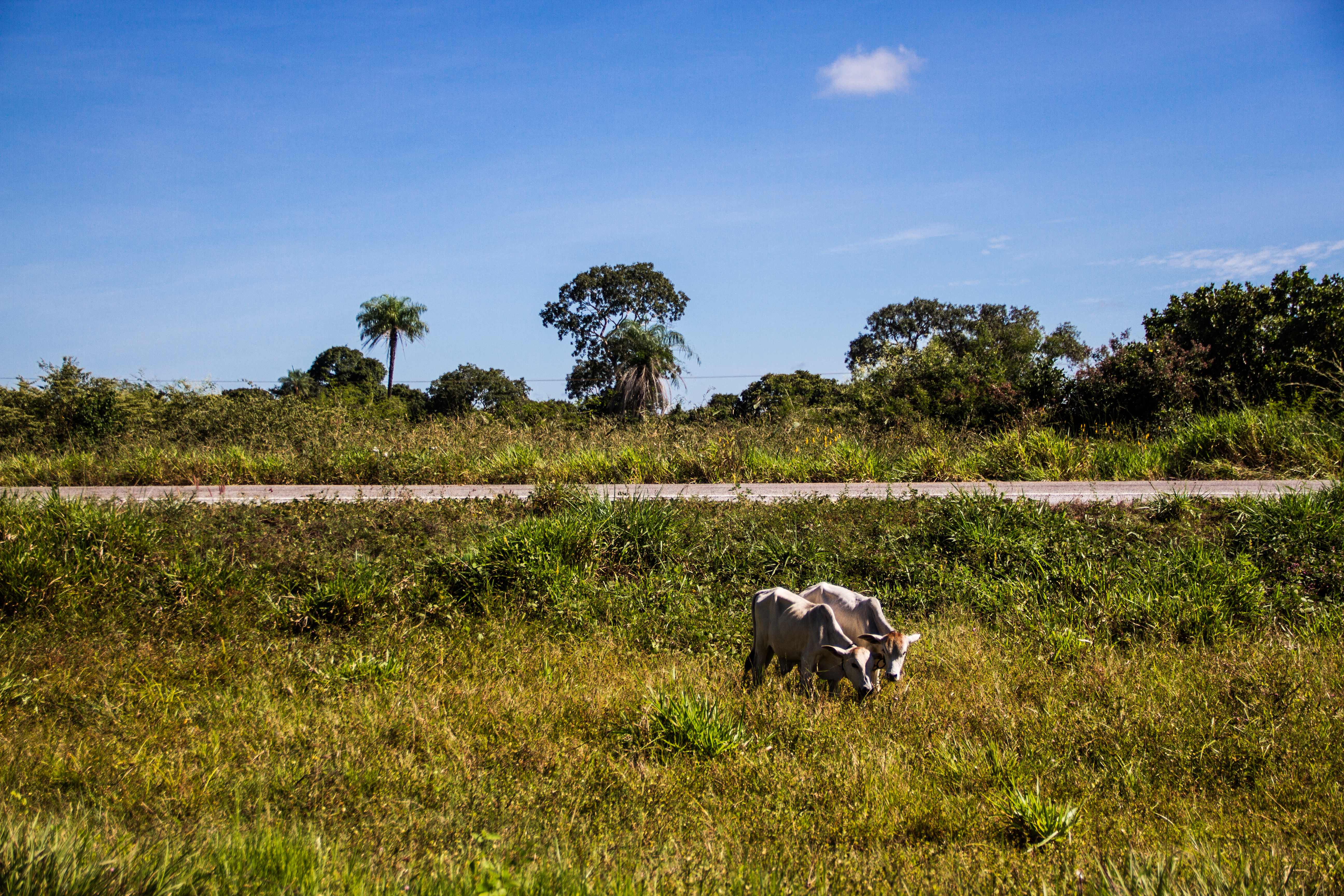
Fazenda de criação de Gado bovino em Formoso do Araguaia

O valor bruto da produção agrícola do estado foi estimado em mais de R$ 7,6 bilhões em 2019. Na soja, o Tocantins é o maior produtor da Região Norte do Brasil. Na safra de 2019, o Tocantins colheu 3 milhões de toneladas. No milho, o estado colheu perto de 1 milhão de toneladas em 2019. Em 2019, o Tocantins foi líder na produção de arroz na região Norte, tornando-se o terceiro maior produtor do Brasil. Colheram mais de 670 000 toneladas na safra 2016/2017. Em relação ao abacaxi, em 2018, o Tocantins foi o sexto maior estado produtor do Brasil, com 69 milhões de frutas. Em 2019, o rebanho bovino do estado era de 8 milhões de animais. 
Sobre a indústria, o Tocantins teve um PIB industrial de R$ 4,5 bilhões em 2017, equivalente a 0,4% da indústria nacional. Emprega 30 234 trabalhadores no setor. Os principais setores industriais são: Construção (34,1%), Serviços Industriais de Utilidade Pública, como Eletricidade e Água (28,4%), Alimentos (22,5%), Minerais não metálicos (5,2%) e Químicos (1,5%). Esses 5 setores concentram 91,7% da indústria do estado.
O potencial exportador do estado vem aumentando consideravelmente, tendo o Tocantins, em 2012, exportado aproximadamente 644 milhões de dólares, divididos principalmente em soja (69,37%), carne bovina congelada (20,29%), álcool etílico (3,35%), carne bovina (2,58%) e miúdos comestíveis (1,34%). Boa parte de suas importações é de maquinário, material de construção, ferro e aeronaves de pequeno porte, produtos que representam a base de um expansionismo econômico. Não se observa a importação de produtos produtíveis em solo estadual: o que representa uma contenção de evasão econômica, garantindo um superávit na balança comercial, retendo mais divisas dentro do estado.[carece de fontes?]
A produção de borracha natural (látex in-natura) após anos de incentivo dos órgãos agropecuários estaduais, estabilizou-se em três regiões, norte (Araguaína), centro (Pium) e sul (Palmeirópolis), com a região sul possuindo a maior área plantada do estado. Uma importante ajuda à economia estadual, como ocorre com a maioria das prefeituras do país, consiste no recebimento de verbas federais, principalmente através do FPM — Fundo de Participação dos Municípios.[carece de fontes?]
No setor terciário (comércio e serviços) suas principais atividades estão concentradas na capital Palmas e também nas cidades que estão localizadas à beira da Rodovia Belém-Brasília (BR's 153 e 226). Faz-se importante frisar a relevância dessa rodovia para o Tocantins, pois ela corta o estado de norte a sul e possibilita um melhor desempenho no crescimento econômico das cidades localizadas às suas margens, servindo como entreposto de transportes rodoviários e de serviços a viajantes. Além disso, a Rodovia Belém-Brasília também facilita o escoamento da produção do Tocantins para outros estados e para portos no litoral.[carece de fontes?]

## Infraestrutura

### Transportes

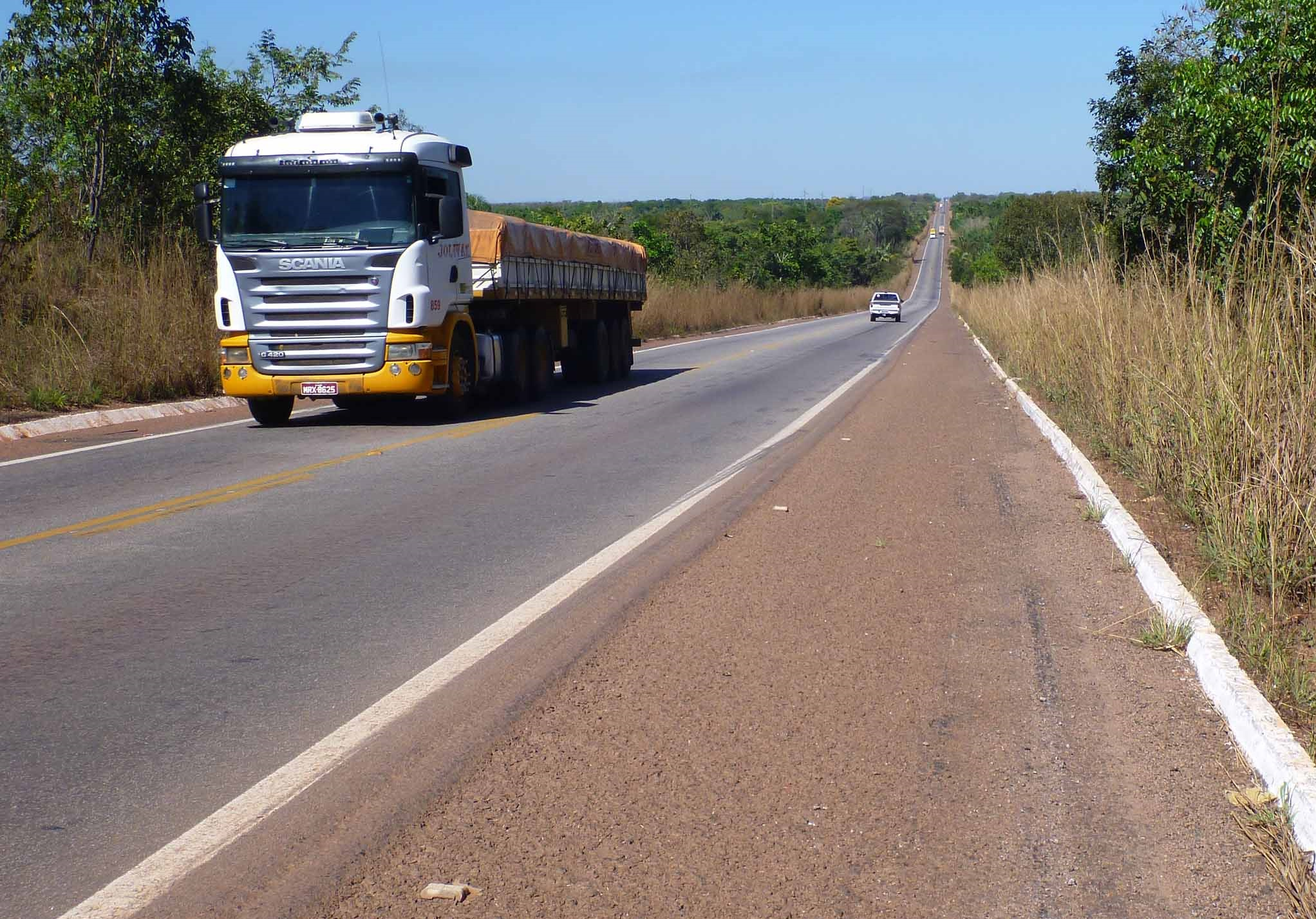
Trecho da BR-153 em Tabocão

As principais rodovias federais do Tocantins são a BR-153 e a BR-226, que juntas formam o eixo viário da Rodovia Belém-Brasília. As demais são a BR-010, a BR-230 (Rodovia Transamazônica), a BR-235 e a BR-242. Estas últimas rodovias, com a exceção da BR-230, ainda possuem muitos trechos sem pavimentação ou até mesmo incompletos. No Tocantins, a Rodovia Belém-Brasília (BR-153 e BR-226) foi a primeira rodovia a ter sido construída e pavimentada no estado, tendo sido construída durante o final da década de 1950 (governo Juscelino Kubitschek),

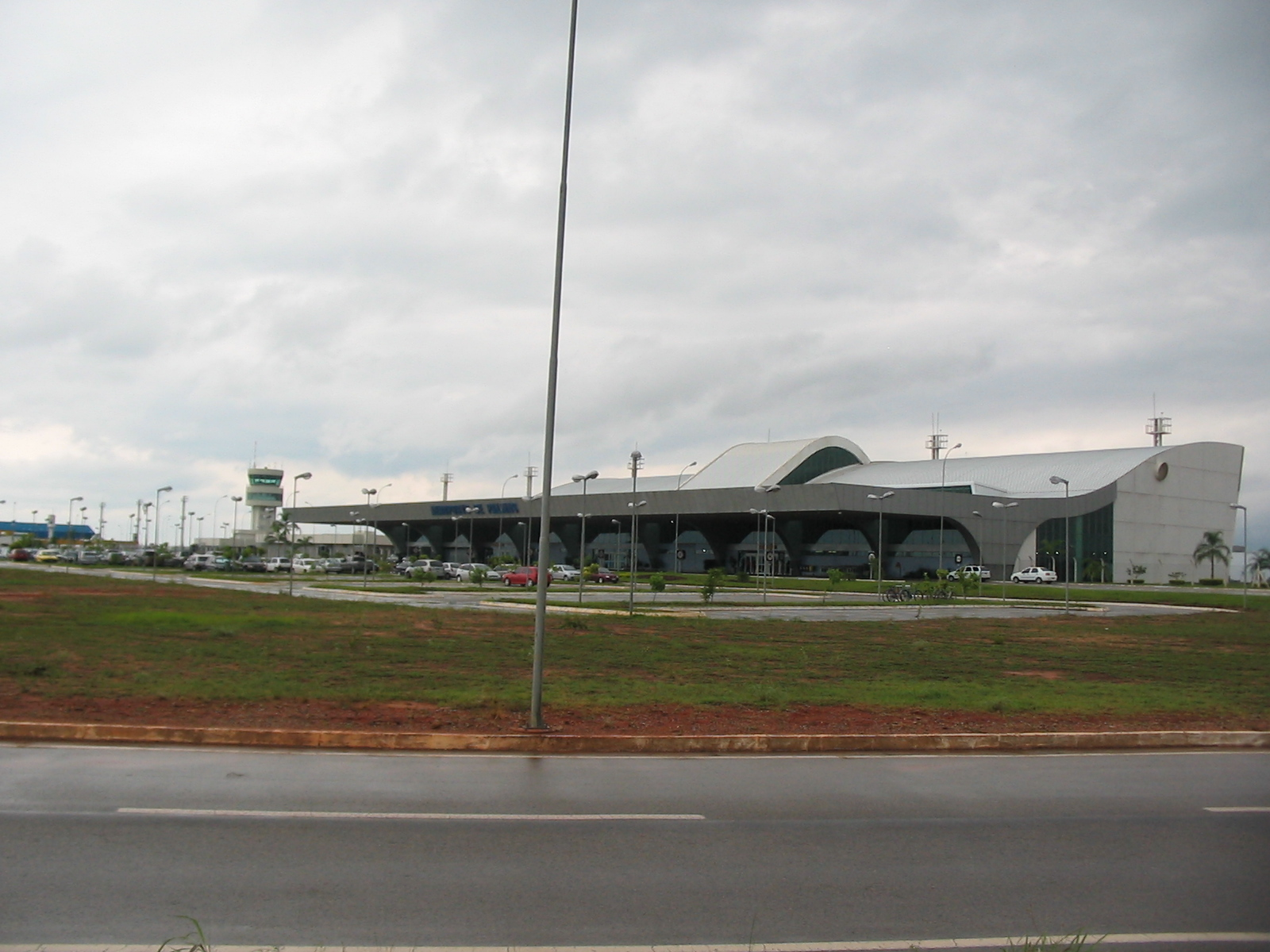
Aeroporto de Palmas

O Tocantins possui três aeroportos servidos por voos regulares: Aeroporto de Palmas, Aeroporto de Araguaína e Aeroporto de Gurupi. Todos os demais aeroportos do estado são servidos apenas por empresas de táxi aéreo. A Ferrovia Norte-Sul (ou EF-151) está em processo de construção, sendo operada de forma regular desde Aguiarnópolis até Porto Nacional pela VLI enquanto a Ferrovia de Integração Oeste-Leste (ou EF-334) ainda está em fase de planejamento no trecho que passará pelo estado. Vale ressaltar que a ferrovia já liga Açailândia — MA a Anápolis — GO, mas o trecho a sul de Porto Nacional — TO não é operado de forma regular pois não há pátios para carregamento/descarregamento de vagões. A Valec ainda estuda o modelo de concessão para a ferrovia. As principais hidrovias do estado são as hidrovias do rio Tocantins e do rio Araguaia.[carece de fontes?]

### Educação

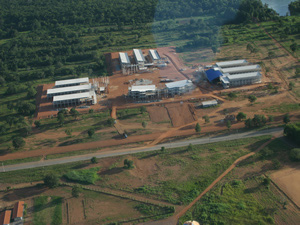
Vista aérea do Campus I da Universidade de Gurupi (UNIRG)

Há demasiadas instituições educacionais no Tocantins, com a capital estadual, Palmas, abrigando as principais destas. A educação tocantinense possui um índice, de acordo com dados de 2010, de 0,624 pontos, ocupando a décima quarta melhor colocação no país, comparada à dos demais estados brasileiros. Na Região Norte, fica atrás do Amapá (0,629) e de Roraima (0,628), e à frente de Rondônia (0,577), Amazonas (0,561), do Acre (0,559) e do Pará (0,528).
Sobre o analfabetismo, a lista de estados brasileiros por taxa de alfabetização mostra o Tocantins com a décima sétima maior taxa, com 88,11% de sua população considerada alfabetizada. Em números absolutos, o Tocantins possui um total de 1 129 733 pessoas com mais de 10 anos de idade alfabetizadas, sendo 894 078 na área urbana e 235 655 na área rural.

## Cultura

### Culinária
A culinária é parte da cultura do Tocantins e recebeu diversas influências brasileiras, como de origem indígena, portuguesa e africana. Devido a localização do estado é possível perceber traços gastronômicos de várias regiões brasileiras, como Centro-Oeste (Goiás), Nordeste (Maranhão) e Norte (Pará). Alguns ingredientes são facilmente encontrados na mesa tocantinense, como a farinha de puba, o pequi, a mandioca, o milho, os pescados, a galinha caipira, a jacuba, a sebereba, entre outros. Diversos pratos típicos compõem a mesa da cozinha tocantinense, como o peixe assado, a peixada no leite de coco babaçu, o chambari (músculo bovino com osso cozido), a paçoca de carne de sol frita, a galinhada caipira feita com pequi, típica das regiões de Jalapão e Serras Gerais.

### Esportes
No futebol, o Campeonato Tocantinense de Futebol é organizada pela Federação Tocantinense de Futebol e o campeonato é atualmente disputado por 8 times, dentre os principais times do estado são o Palmas, Capital, Tocantinópolis, Gurupi, Araguaína, dentre outros. O atual campeão de 2024 é o União Atlético Clube. Os maiores campeões do campeonato é o Palmas, com 7 títulos, em seguida vem o Gurupi, com 6 títulos. Na Copa Tocantins o Kaburé é o maior campeão, com 3 títulos.[carece de fontes?]
Na Copa do Brasil de 2004, o Palmas surpreendeu chegando até as quartas de finais eliminando times bem mais tradicionais do futebol brasileiro, na primeira fase eliminou o Remo na primeira fase, na segunda fase eliminou Nacional de Manaus, nas oitavas de finais eliminou o Gama, nas quartas de finais foi eliminado por outra surpresa que foi 15 de Novembro de Campo Bom, time que na época era treinado por Mano Menezes.[carece de fontes?]